# محمد بن نواف بن عبد العزيز آل سعود
محمد بن نواف بن عبد العزيز آل سعود. الابن البكر للأمير نواف بن عبد العزيز آل سعود من زوجته الاميره تغريد المقوعي وعمه الملك سلمان بن عبد العزيز آل سعود آل سعود ملك المملكة العربية السعودية. يشغل منصب مستشار الملك سلمان بن عبد العزيز ملك المملكة العربية السعودية. شغل قبلها منصب سفير السعودية لدى بريطانيا وجمهورية أيرلندا حتى تاريخ 27 ديسمبر 2018.

## أسرته
هو الإبن البكر للامير نواف بن عبدالعزيز آل سعود من زوجته الأميرة تغريد المقوعي الرشيدي.
متزوج من الأميرة فدوى بنت خالد بن عبد الله آل سعود، ابنة صاحبة السمو الملكي الأميرة الجوهرة بنت عبدالعزيز آل سعود شقيقة خادم الحرمين الشريفين الملك سلمان بن عبدالعزيز وله من الأبناء:
- الأميرة جواهر بنت محمد بن نواف بن عبد العزيز آل سعود. متزوجة من الأمير فيصل بن سطام بن عبد العزيز آل سعود.
- الأمير منصور بن محمد بن نواف بن عبد العزيز آل سعود (متوفي).[2]
- الأميرة مضاوي بنت محمد بن نواف بن عبد العزيز آل سعود . مطلقة من الأمير فهد بن فيصل بن سعود بن محمد آل سعود.
- الأميرة مشاعل بنت محمد بن نواف بن عبد العزيز آل سعود. متزوجة من الأمير تركي بن أحمد بن عبد العزيز آل سعود.
- الأمير سلمان بن محمد بن نواف بن عبد العزيز آل سعود.

إحدى كريماته متزوجة من الأمير فهد بن عبد العزيز بن فهد بن سعد الأول آل سعود